# Новое Пронинское
Новое Пронинское — деревня в Захаровском районе Рязанской области. Входит в Плахинское сельское поселение.

## География
Находится в западной части Рязанской области на расстоянии приблизительно 15 км на север по прямой от районного центра села Захарово.

## История
На карте 1850 года еще не была отмечена. В 1897 году здесь (тогда деревня Рязанского уезда Рязанской губернии) было учтено 19 дворов.

## Население
Численность населения: 177 человек (1897 год), 29 в 2002 году (русские 100 %), 17 в 2010.